# Leonor María de Anhalt-Bernburg
Leonor María de Anhalt-Bernburg (Amberg, 7 de agosto de 1600-Neustrelitz, 17 de julio de 1657) fue una princesa de Anhalt-Bernburg de nacimiento, y por matrimonio duquesa de Mecklemburgo-Güstrow.

## Biografía
Leonor María fue una hija del príncipe Cristián I de Anhalt-Bernburg (1568-1639) de su matrimonio con Ana (1579-1624), la hija del conde Arnoldo III de Bentheim-Tecklenburg-Steinfurt. Bajo el apodo de die Beständige ("el Resistente"), era cofundadora y la segunda cabeza de la Académie des Loyales, una de las contrapartes femeninas de la Sociedad Fructífera.
El 7 de mayo de 1626, en Güstrow, Leonor María se casó con el duque Juan Alberto II de Mecklemburgo (1590-1636). Después de su muerte, asumió la regencia por su joven hijo, Gustavo Adolfo, como se especificó en el testamento de su esposo. Sin embargo, sólo tres días después, su cuñado Adolfo Federico I de Mecklemburgo-Schwerin la depuso como regente y tutora de su hijo, y asumió estos papeles él mismo. Esto causó una amarga disputa entre Leonor María y su cuñado. Sin embargo, el 4 de mayo de 1636, los estados se sometieron a Adolfo Federico I.
Adolfo Federico apeló contra el testamento de su hermano, y reemplazó a todos salvo a uno de los miembros del gabinete en Güstrow, dejando sólo Andreas Buggenhagen en el cargo. También tomó medidas contra la Iglesia Reformada en Mecklemburgo-Güstrow. En 1637, separó a Gustavo Adolfo de su madre calvinista. Nadie se atrevió a participar en los servicios privados calvinistas que Leonor María organizaba, y ella se quedó en su sede vidual en Neustrelitz. El emperador Fernando III decidió en su favor. Sin embargo, Adolfo Federico continuó el litigio contra ella, e implicó a potencias extranjeras en el asunto.
Leonor María finalmente renunció a sus derechos en 1645. Murió doce años después en Neustrelitz. Fue enterrada en la catedral de Güstrow.

## Descendencia
De su matrimonio con Juan Alberto II, tuvo a los siguientes hijos:
- Ana Sofía (29 de septiembre de 1628 - 10 de febrero de 1666), se casó con el duque Luis IV de Legnica.
- Juan Cristián (1629-1631)
- Leonor (1630-1631)
- Gustavo Adolfo (1633-1695), sucedió a su padre como duque de Mecklemburgo-Güstrow.
- Luisa (20 de mayo de 1635 - 6 de enero de 1648)